# William P. Gottlieb
William P. Gottlieb, ameriški fotograf in kolumnist, * 28. januar 1917, Brooklyn, New York, † 23. april 2006.
Gottlieb je najbolj znan po fotografiranju izvajalcev med Zlato dobo jazza v 30. in 1940. letih 20. stoletje; med njimi so Louis Armstrong, Duke Ellington, Charlie Parker, Billie Holiday, Dizzy Gillespie, Earl Hines, Thelonious Monk, Stan Kenton, Ray McKinley, Benny Goodman, Coleman Hawkins, Louis Jordan, Ella Fitzgerald in Benny Carter.  